# Gisela de Chelles
Gisela (757 - 810) fou una noble franca, filla de Pipí el Breu i Bertrada de Laon, i germana de Carlemany i Carloman I. S'ha identificat amb Isberga, abadessa, venerada com a santa per l'Església catòlica, i patrona de l'Artois.

## Biografia
Eginard, biògraf de l'emperador, diu que Gisela estava destinada a la vida religiosa des de petita; ingressà a l'abadia de Chelles (Seine i Marne) i n'esdevingué abadessa. Fomentà la tasca del scriptorium, que fou un dels més importants entre els de monestirs femenins de l'època.
Eginard també diu que mantingué bones relacions amb el seu germà, que la tractava amb respecte. Carlemany batejà la seva filla amb el nom de Gisela, probablement en homenatge a la seva germana. Morí a Chelles el 810.

## Veneració
De la mateixa manera que Carlemany rebé culte com a beat en alguns llocs d'Europa, el mateix culte va implicar altres membres de la família imperial: la seva mare era venerada com a beata Berta, igual que la seva esposa Hildegarda. La germana fou venerada com a santa Isberga, abadessa, nom amb què figura als calendaris antics de la diòcesi d'Arràs, i que esdevingué santa patrona de la regió, l'Artois.
El fet que l'única germana coneguda de Carlemany fos Gisela i que fos abadessa de Chelles, prop de Soissons, fa dubtar de la identificació d'Isberga. Generalment, es considera que els dos noms fan referència a una mateixa persona, Gisela. Hi ha, però, qui diu que es tracta d'una figura llegendària.
El culte a Isberga és antic i està documentat des de l'alta edat mitjana, tot i que molt limitat a la regió de l'Artois.